# Brända jordens taktik

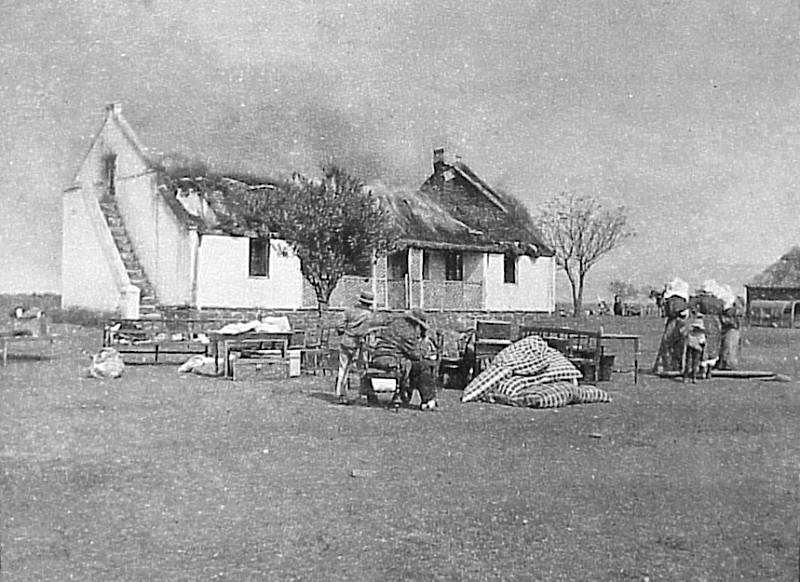
Under boerkriget brände britterna boernas hus.

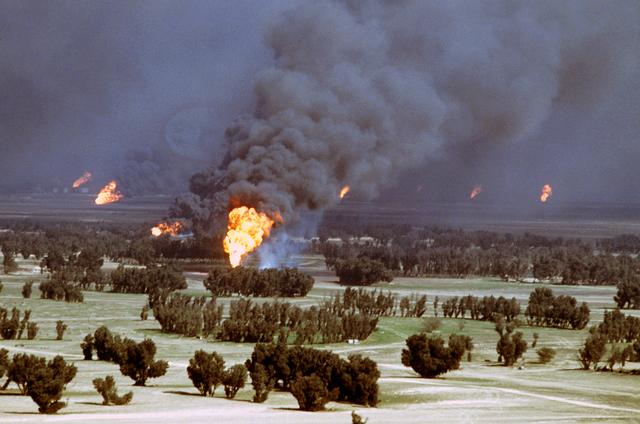
Brinnande oljekälla under Kuwaitkriget.

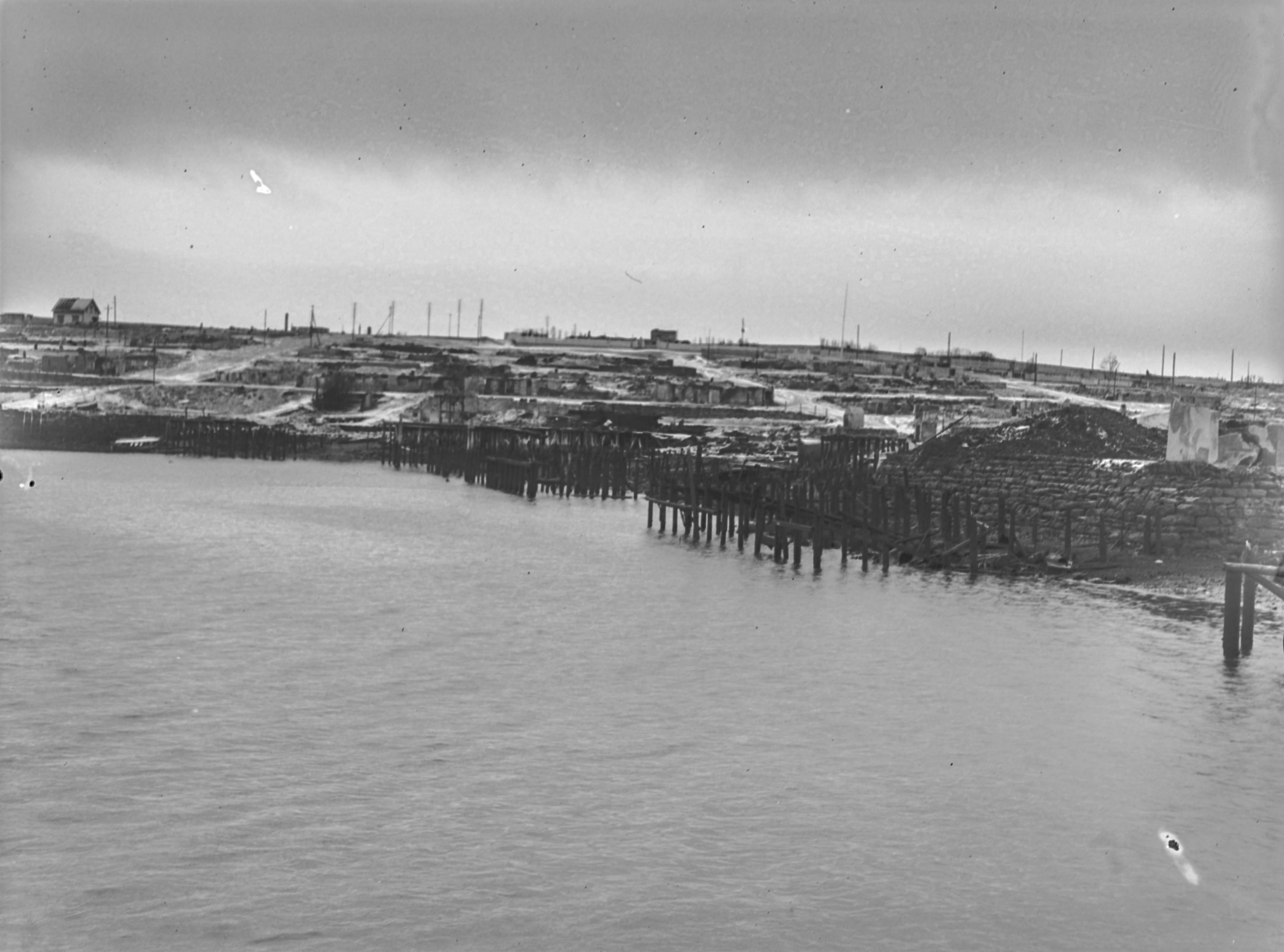
Finnmarks residensstad Vadsø efter nedbränningen 1944.

Brända jordens taktik är en metod i krigföring där en part som retirerar från ett område förstör resurser i området som annars skulle kunna vara till nytta för den framryckande parten . Historiskt omfattar det främst sådant som krävdes för att föda den framryckande truppen (färskvatten, mat, gröda och husdjur), möjlighet till skydd (byggnader), assistans (lokalbefolkning) och övergiven militär utrustning. Det kan även omfatta bränsle, fordon, tekniska produkter och infrastruktur (vägar, järnvägar, flygplatser, broar, industrier mm).
Brända jordens taktik är en defensiv taktik som tillämpas av en retirerande part. Den skall inte förväxlas med förbekämpning som är en offensiv taktik där den framryckande parten innan framryckning förstör och försvårar försvar av ett område, till exempel genom beskjutning.
Den brända jordens taktik har framförallt tillämpats med framgång av Ryssland, bland annat under Karl XII:s ryska fälttåg, Napoleonkrigen och av Sovjetunionen under Holodomor i Ukraina under 1930-talet. Taktiken användes även vid Tysklands invasion av Ryssland under första världskriget och Sovjetunionen under andra världskriget. Under Shermans marsch mot havet i amerikanska inbördeskriget använde nordstatsgeneralen William Tecumseh Sherman taktiken. Under slaget om Nordkalotten brände tyskarna ned norska Finnmark fylke under sin reträtt från Nordnorge. Nästan alla byggnader förstördes tillsammans med en del av byggnaderna i finska Lappland. I slutet av andra världskriget beordrade Hitler tyska städer att förstöras innan man gav upp dem. Denna order utfördes inte i någon större utsträckning. 
Brända jordens taktik har förekommit länge. Den äldsta kända användningen är då perserna år 512 f.Kr. anföll skyterna, men fick retirera på grund av brist på förnödenheter. Den galliske krigaren Vercingetorix som enade galliska stammar ca år 50 f.Kr. använde taktiken vid uppror mot de av Julius Caesar ledda romerska trupperna.
Taktiken är särskilt effektiv vid vinterkrigföring, då förnödenheter, proviant och skydd mot väder och kyla är extra viktiga, samt vid långa avstånd, såsom i Ryssland, då det blir svårt att transportera in förnödenheter.

## Genevekonventionerna
Civilbefolkningen lider extremt svårt av brända jordens taktik. Under andra världskriget svalt och frös miljontals ihjäl av krigföringsformen. Taktiken används än i dag, och länder som fått kritik på grund av taktiken är USA, Ryssland, Israel, Iran och Burma. Brända jordens taktik är begränsad under artikel 54 om skydd för egendom som är nödvändig för civilbefolkningens överlevnad, i tilläggsprotokoll I från 1977 till 1949 års Genevekonvention:
1. Utsvältning av civilbefolkning är förbjuden såsom stridsmetod.
2. Det är förbjudet att anfalla, förstöra, bortföra eller göra obrukbar sådan egendom som är nödvändig för civilbefolkningens överlevnad, till exempel livsmedel och jordbruksområden där livsmedel produceras, gröda, boskap, anläggningar och reservoarer för dricksvatten samt bevattningsanläggningar i syfte att beröva civilbefolkningen eller motparten dess livsuppehälle, oberoende av motivet, vare sig det är för att svälta ut de civila eller få dem att flytta eller av annan orsak.
3. Förbuden i punkt 2 gäller icke egendom som av motpart användes:
a) som uppehälle enbart för medlemmar av dess väpnade styrkor; eller
b) för andra ändamål än i a) angivna, nämligen som direkt stöd för militära aktioner, förutsatt att egendomen icke i något fall blir föremål för aktioner som kan förväntas medföra att civilbefolkningens livsmedels- och vattenförsörjning blir så otillräcklig, att befolkningen utsattes för svält eller blir tvungen att flytta.
4. Denna egendom får icke utsättas för repressalieanfall.
5. Med hänsyn till varje parts i konflikten livsviktiga behov i samband med försvaret av dess nationella territorium mot invasion kan avvikelser från förbuden i punkt 2 göras av en part i konflikten inom sådant territorium under dess egen kontroll där tvingande militär nödvändighet så kräver.